# Delia terpsichore
Delia terpsichore är en tvåvingeart som beskrevs av Griffiths 1991. Delia terpsichore ingår i släktet Delia och familjen blomsterflugor.
Artens utbredningsområde är New York. Inga underarter finns listade i Catalogue of Life.